# Johannes Förster (Theologe)
Johannes Förster (auch: Försterus; * 25. Dezember 1576 in Auerbach/Vogtl.; † 17. November 1613 in Eisleben) war ein deutscher lutherischer Theologe.

## Leben
Geboren als Sohn des Markt- und Landrichters von Lengenfeld Abraham Förster und seiner Frau Margarethe Klaus, die Tochter des Ratsherrn Johannes Klaus, wurde er am 25. getauft. Bis zu seinem dritten Lebensjahr befand er sich in der Obhut seiner Großeltern in Auerbach. Nach dem Tod seines Großvaters Förster nahmen die Eltern ihren Sohn wieder nach Lengenfeld, wo er im Alter von sechs Jahren die dortige Schule besuchte. Im Alter von acht Jahren gaben ihn seine Eltern dem Großvater mütterlicherseits in Obhut, wo er in Auerbach von seinem Paten Andreas Günther unterrichtet wurde und dessen Erziehung genoss.
Diese Ausbildung hat sich so positiv auf die noch junge Person ausgewirkt, dass er im Alter von 14 Jahren an die Schule in Schneeberg wechselte. Dort bildete er vor allem seine Kenntnisse in der Lateinischen, Griechischen und Hebräischen Sprache weiter und erwarb sich das Rüstzeug, eine Universität besuchen zu können. Er entschied sich 1573 für die Universität Leipzig, hörte Vorlesungen bei Wolfgang Trubenbach, Johannes Medel und Privatvorlesungen bei Fabian Hippus sowie bei Christoph Hünichen. Am 29. September 1594 erwarb er unter dem Dekan der philosophischen Fakultät Matthaeus Dresser (1536–1607) das Bacalaureat und erlangte 1597 den akademischen Grad eines Magisters.
Vornehmlich hatte er sich auf Astronomie spezialisiert, wandte sich dann aber der Theologie zu und hielt Vorlesungen über Philosophie und Sprachen. Nachdem er 1600 die Dichterkrone verliehen bekommen hatte, wurde er als Sonnabendsprediger an der Thomaskirche angestellt.
1601 heiratete er Barbara, die Tochter des Oberstadtvogts von Leipzig Matthias Reichold und ging als Rektor seiner einstigen Ausbildungsstelle nach Schneeberg. 1603 wurde ihm die Aufgabe übertragen, als oberster Pastor in die St. Michaelskirche nach Zeitz zu gehen. Während dieser Zeit habilitierte er sich, wurde 1602 Baccalaureus an der theologischen Fakultät der Leipziger Hochschule, promovierte 1604 zum Lizentiaten und 1606 zum Doktor der Theologie.
1607 wurde er vom Kurfürsten Christian II. von Sachsen als ordentlicher Professor der Theologie und Prediger an der Wittenberger Schlosskirche an die Universität Wittenberg berufen. 1613 berief man ihn zum Generalsuperintendenten und Konsistorialpräsidenten der Grafschaft Mansfeld, dessen Ruf er nach Eisleben folgte.
Jedoch war dort seine Tätigkeit nicht von Dauer: Am 13. Oktober bekam er in der Nacht einen Durchbruch im Leib, an dessen Folgen er fünf Wochen und zwei Tage vor Vollendung des 37. Lebensjahrs starb. Er wurde am 21. November in der Hauptkirche St. Andreas beigesetzt.
Mit seiner Frau hatte er vier Söhne und vier Töchter, davon überlebten ihren Vater zwei Söhne und alle vier Töchter.

## Werkauswahl
- Problemata Theologica. Wittenberg 1611.
- Gretserus calumniator, id est oratio apologetica pro Luthero. Wittenberg 1611.
- Tractatus de Conciliis.
- Thesaurus Catecheticus.
- Commentar in Esaiam. 1620.
- Predigten über das andere Buch Moses. Wittenberg 1614, Nürnberg 1625.